# Пожичкі
Пожичкі (пол. Pożyczki, нім. Juliushof) — село в Польщі, у гміні Мястко Битівського повіту Поморського воєводства.
У 1975-1998 роках село належало до Слупського воєводства.